# Проскурів (аеродром)
Аеродром "Проскурів" - 1914 році на південно-західній околиці міста Хмельницького (вул. Пілотська) створений військовий аеродром, що діяв до 1982 року.

## Історія
З початком Першої світової війни 1914 р. на південно-східній околиці Проскурова військові авіатори російської армії облаштували тиловий аеродром, на якому базувалися повітроплавні роти Південно-Західного фронту. Під час Української революції 1917-21 років літовище доволі активно використовували авіатори УНР. Зокрема, у березні 1918 р. під час переговорів між урядами Австро-Угорщини та УНР, для встановлення оперативного зв’язку було налагоджено регулярні поштові авіарейси між Києвом та Віднем через Проскурів. Так з’явилася перша у світі міжнародна поштова авіалінія, перші рейси якої були суто урядовими і військовими, але через деякий час вони перетворились у цивільний авіапоштовий зв’язок. Почала функціонувати лінія Київ – Проскурів – Львів – Краків – Відень 31 березня 1918 р. та проіснувала до 5 листопада.
У 1920-30-х роках проскурівський аеродром діяв як військовий. Так само – для військових цілей, його використовували в роки Другої світової війни. Після визволення міста від нацистів 1944 р. була створена окрема Проскурівська авіаційна ескадрилья цивільної авіації. На поштово-пасажирських літаках По-2 були налагоджені регулярні пасажирські авіарейси в Кам’янець-Подільський, а незабаром у віддалені районні центри – Стару Синяву, Плужне, Віньківці, Теофіполь, Миньківці, Сатанів. У 1947 р. відкрито авіалінію Проскурів – Київ. У 1952 р. відбулося об’єднання авіаційної ескадрильї та аеродрому та створений аеропорт Проскурів (з 1954 р. - Хмельницький), для якого за три роки Збудували приміщення аеровокзалу. У 1956 р. аеропорт отримав нові літаки Ан-2 і Як-12, що надало можливість щоденно здійснювати пейси до Києва, в п’ять обласних центрів України та 7 райцентрів області. У 1970 р. аеропорт став приймати турбореактивні літаки Як-40 і турбогвинтові Іл-14. У 1971 р. на південній околиці міста, за с. Ружична, розпочалось будівництво нового аеропорту, який відкрили 1982 р. Старий аеропорт був закритий, а літовище віддано під забудову.